# Sionkerk (Breskens)

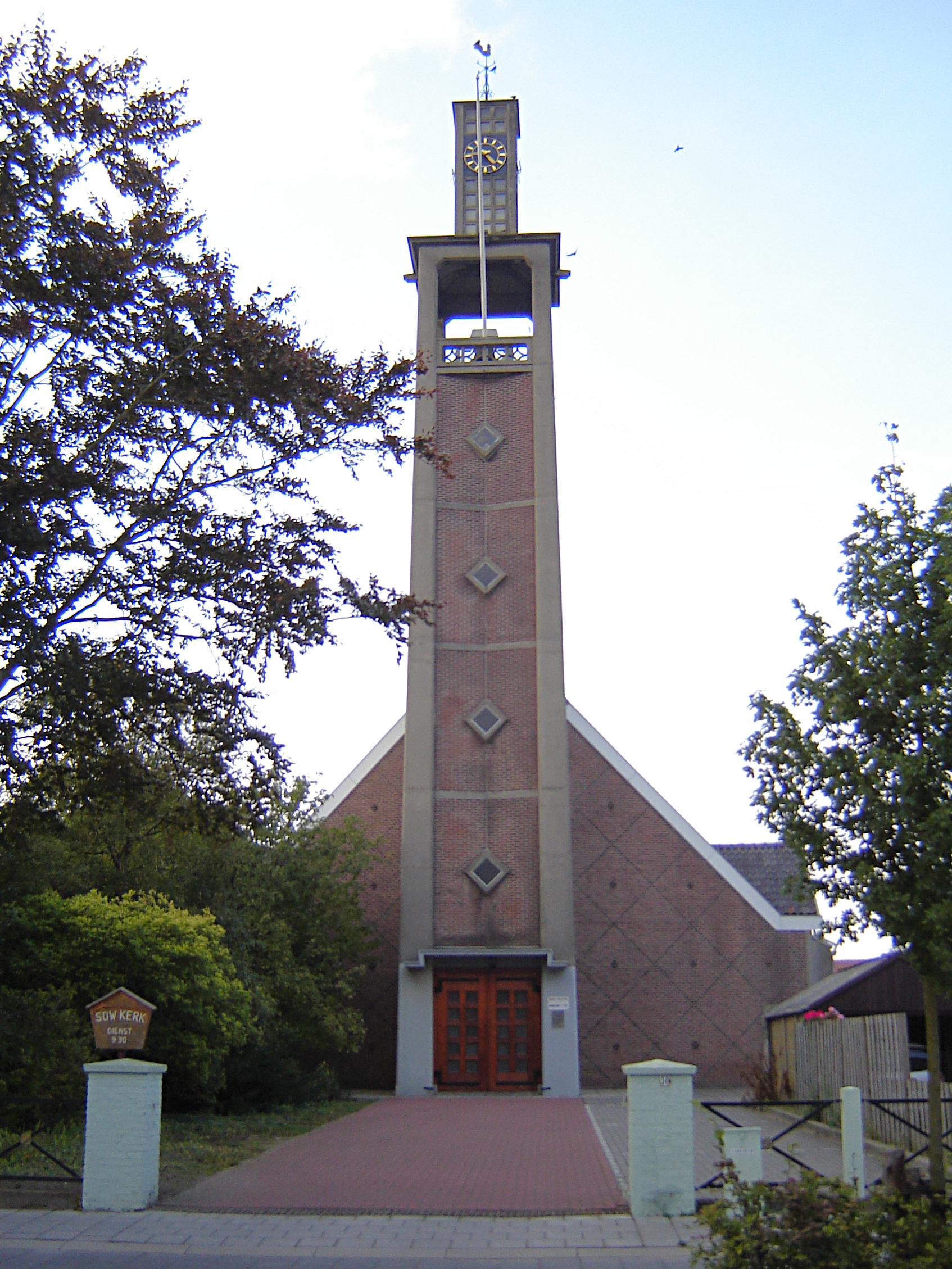
Sionkerk

De Sionkerk is de hervormde kerk van de tot de Nederlandse gemeente Sluis behorende plaats Breskens, gelegen aan Dorpsstraat 50.

## Geschiedenis
Mogelijk in 1527 werd een katholiek kerkgebouw gesticht gewijd aan Sint-Barbara, die onder meer patrones van de polderwerkers was. Deze kerk werd in de loop van de Tachtigjarige Oorlog, toen Breskens protestants werd, een hervormde kerk. Feitelijk bleef enkel het koorgedeelte over dat voorzien werd van een klokkenstoel op het dak, zodat het geheel oogde als een klein kerkje. Dit kerkje werd gesloopt in 1924 en vervangen door een nieuwe kerk, waardoor het aantal zitplaatsen verdubbeld werd. Deze kerk had een 30 meter hoge toren en bestond uit een skelet van gewapend beton dat bekleed was met bakstenen. De kerk werd uitgevoerd in een late neogotische stijl. Deze kerk werd eind 1944 door oorlogshandelingen tijdens de Slag om de Schelde verwoest.
Een nieuwe kerk werd in 1953 in gebruik genomen. Deze werd ontworpen door A. Eibink en is een voorbeeld van wederopbouwarchitectuur, waarbij vooral de toren, de zijramen en het hoge zadeldak opvallen.